# ウルム

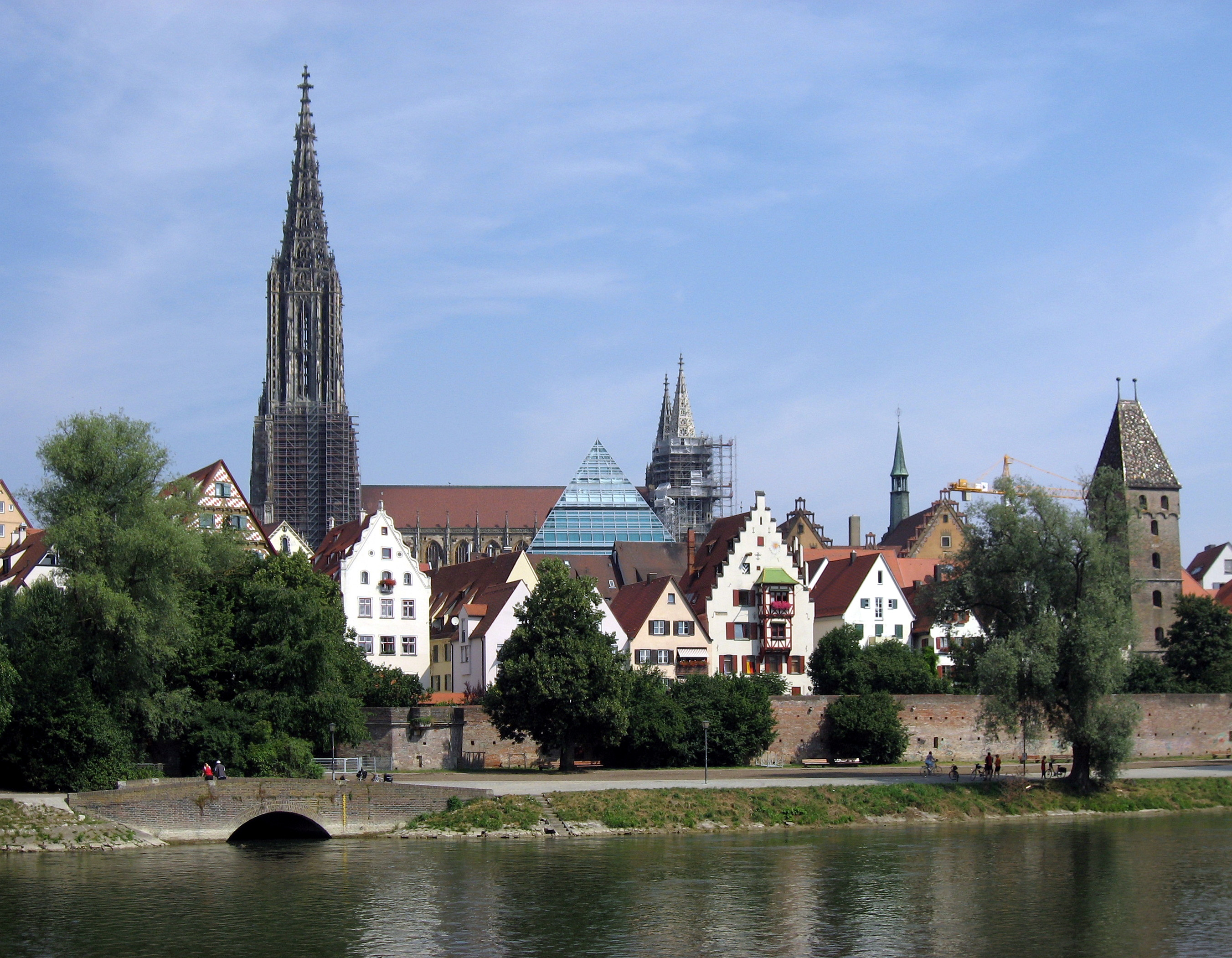
ウルム大聖堂とその周辺

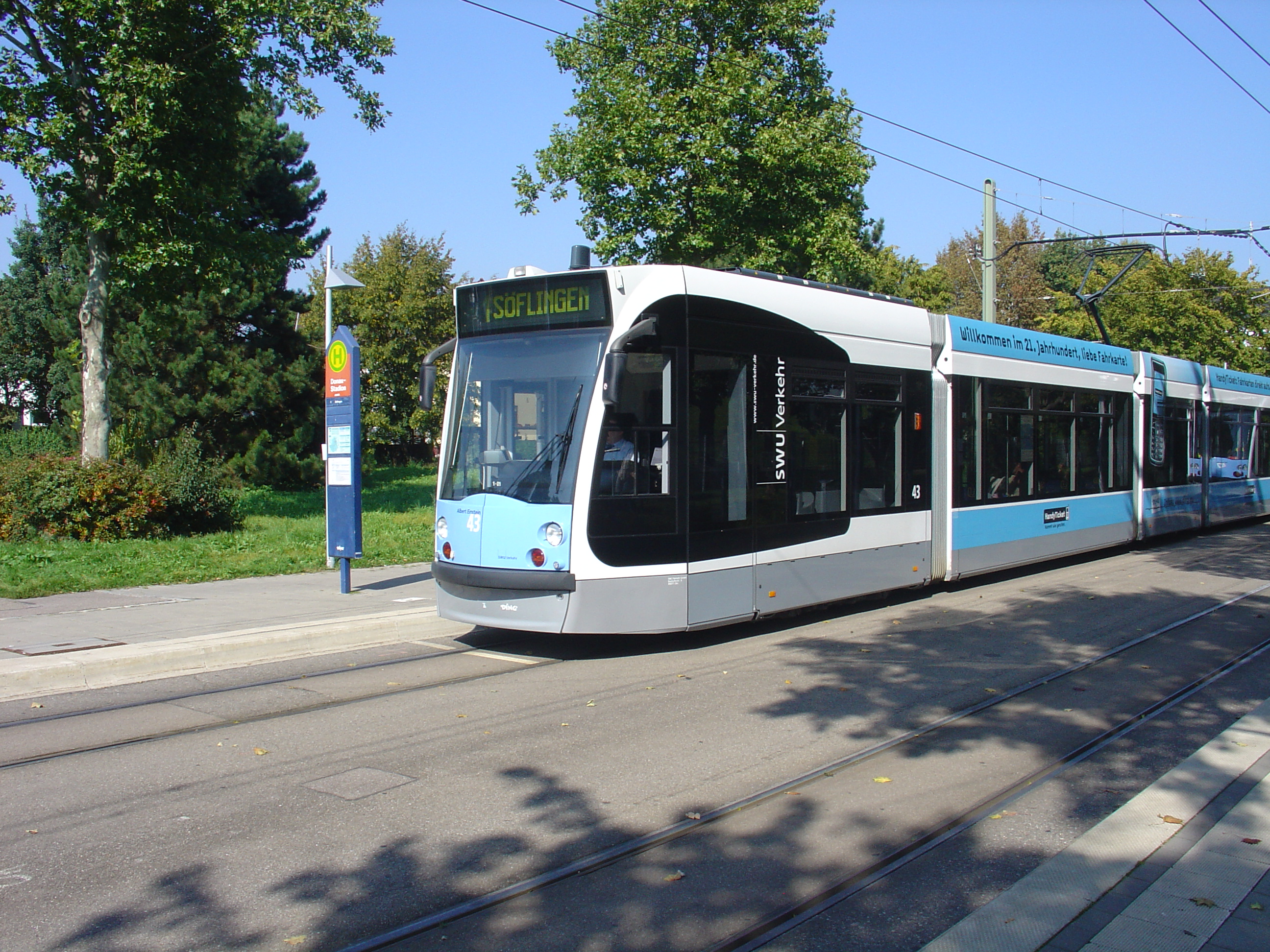
ドナウスタジアム停留所のシュトラーセンバーン車両

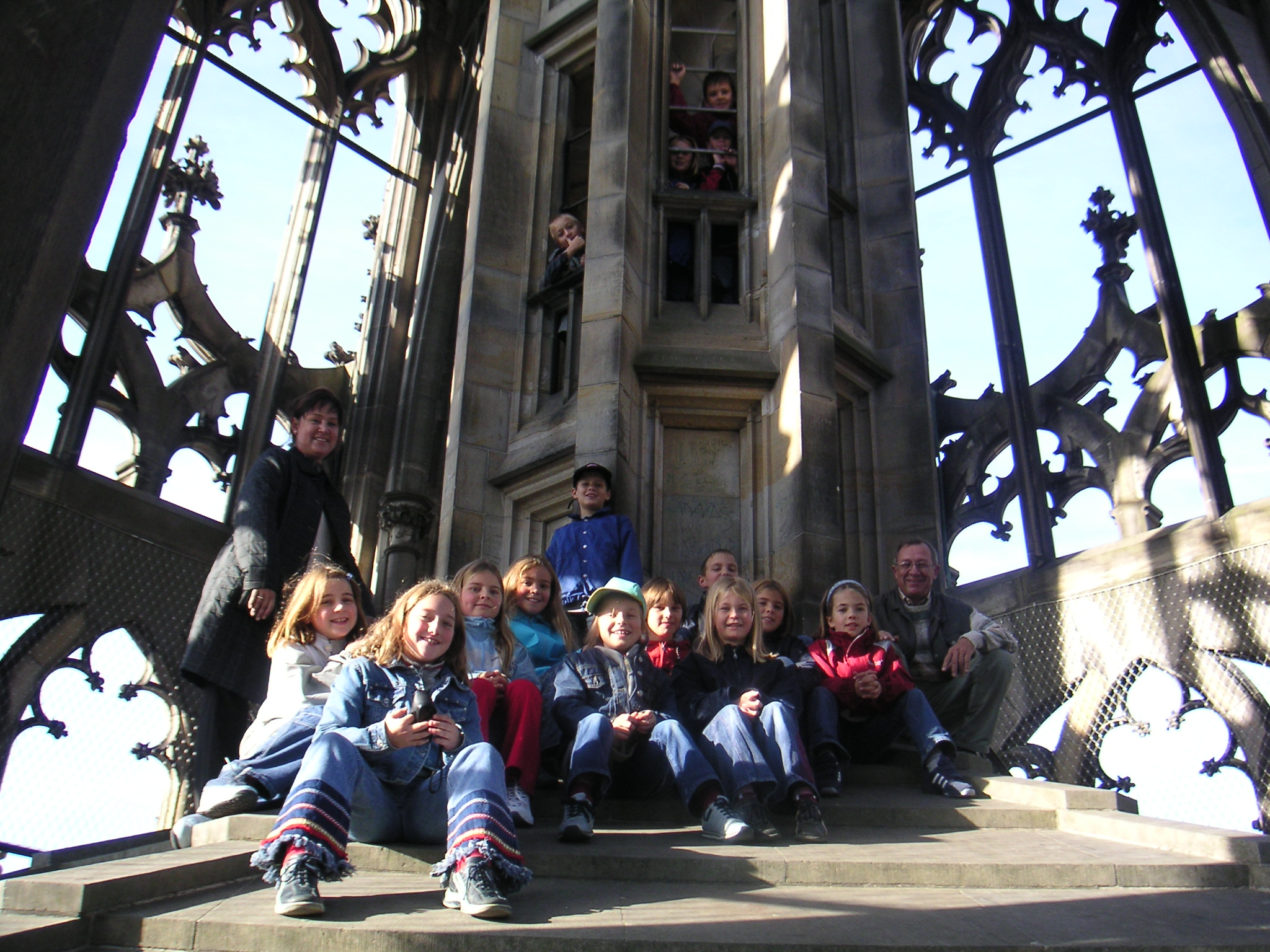
大聖堂ヘスクールトリップ

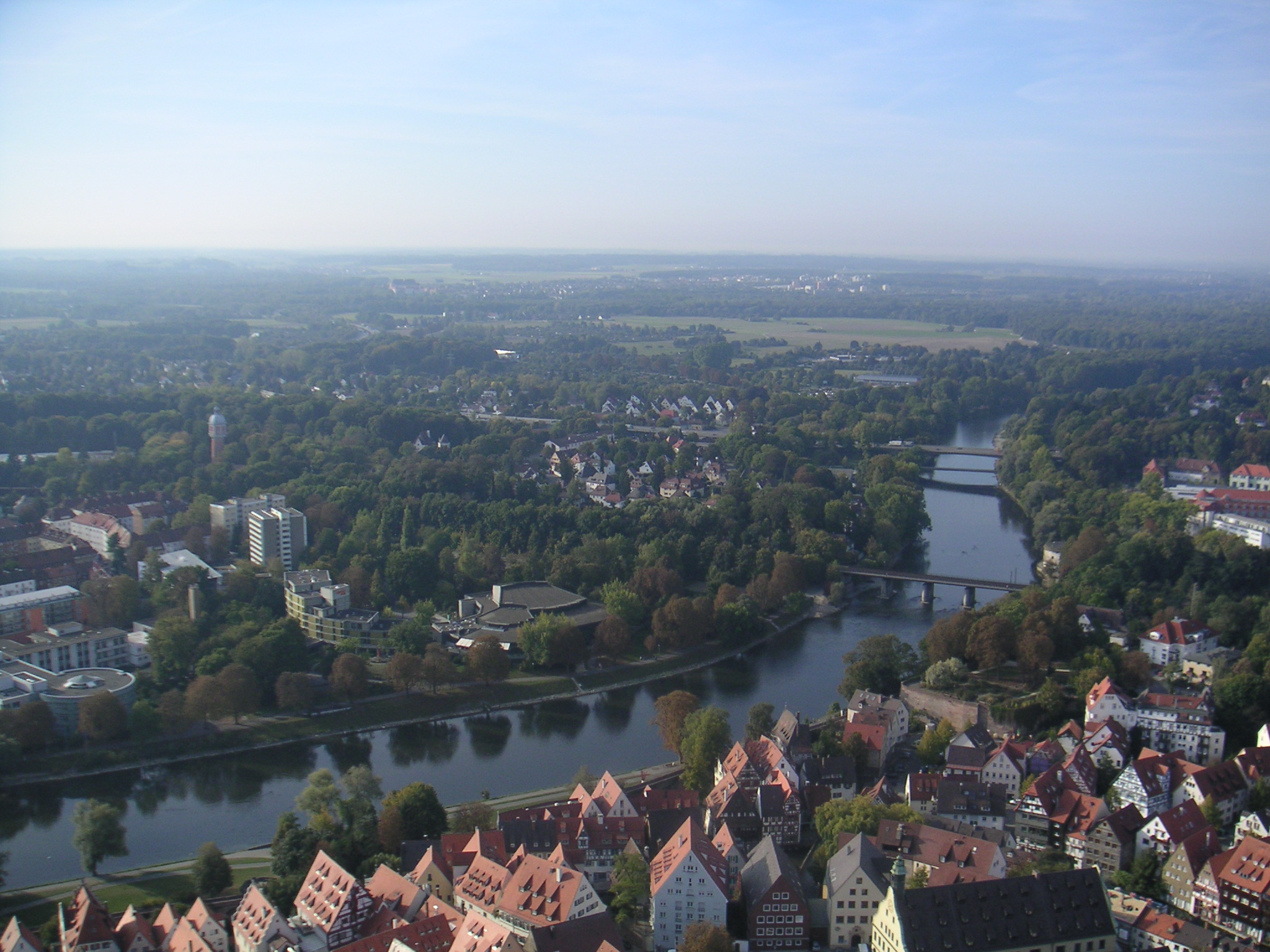
大聖堂よりドナウを望む

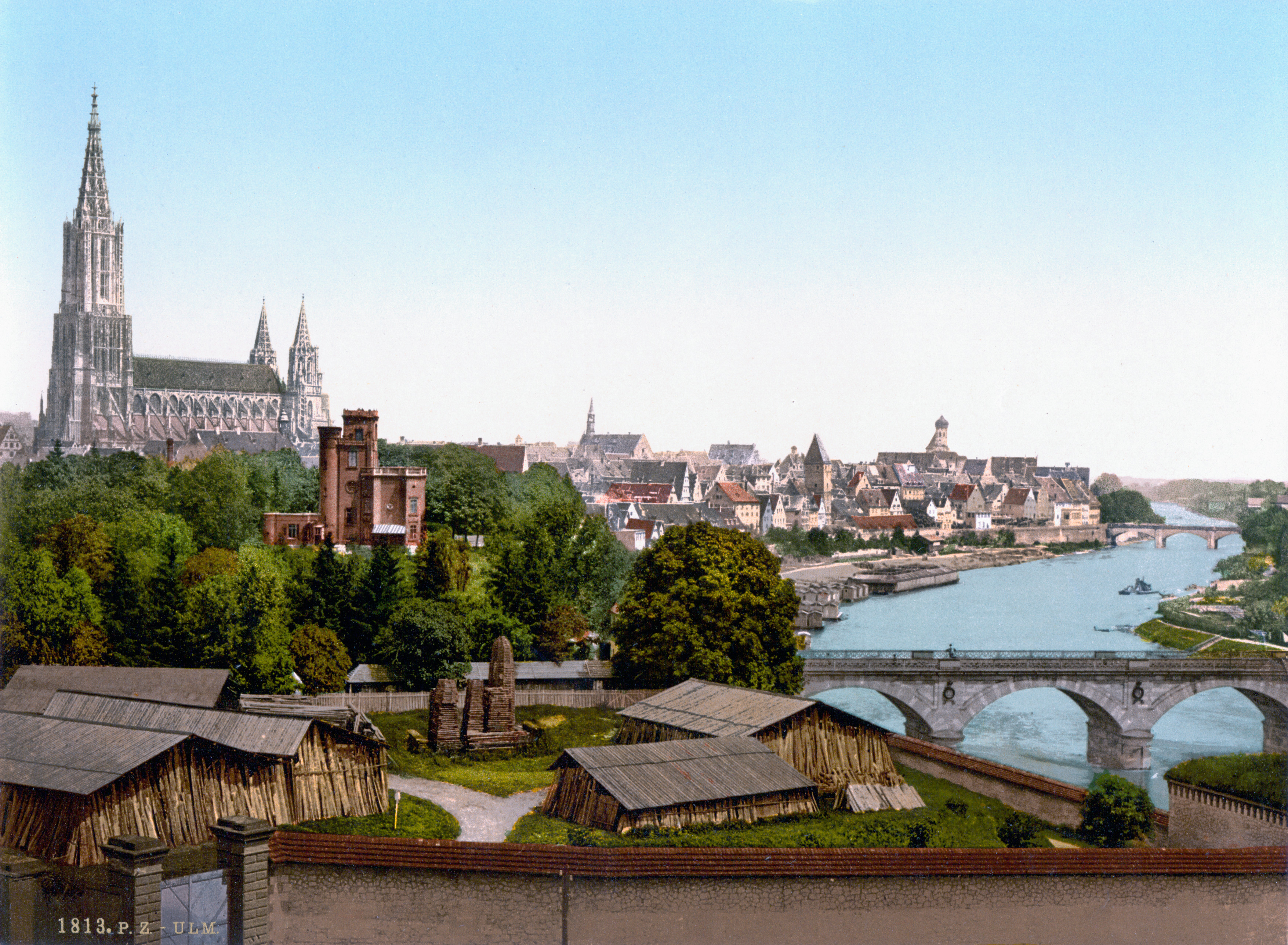
ウルムの風景（1900年頃）

ウルム（アレマン語・標準ドイツ語: Ulm）は、ドイツ連邦共和国のバーデン＝ヴュルテンベルク州南部に属する都市。人口は約12万人。街のランドマークであるウルム大聖堂は世界で最も高い尖塔を有する教会として有名である。
ウルムは物理学者アルベルト・アインシュタインの出生地、ルネ・デカルトが直交座標系を思いついた地としても知られている。

## 地勢・産業
ドナウ川の左岸、バーデン＝ヴュルテンベルク州とバイエルン州の州境に位置する。商工業が盛ん。近隣の都市としては、ドナウ川の東側に隣接するノイウルム（新ウルムの意）、約70キロ東にアウクスブルク、55キロ西にロイトリンゲン、70キロ北西にシュトゥットガルトが挙げられる。
ウルムの近くに、ユネスコの世界遺産になっている後期更新世の洞窟遺跡群シュヴァーベンジュラにある洞窟群と氷河期の芸術 （Caves and Ice Age Art in the Swabian Jura） がある。

## 歴史
地名Ulmは、ブラウ川(die Blau)がドナウ川に合流する地点で生じる「大波」(	Wasserschwall）あるいはドナウ川に合流するブラウ川という「支流」（Zufluss）を表したものだろう。
この辺りには、紀元後2/3世紀に人が居住した跡がある。5－7世紀にはアレマン人が居住していたらしい。7－8世紀には、南方向にはコンスタンツに、東方向にはアウクスブルクに通じる街道のドナウ川越の安全のために荘園のような施設があったと思われる。854年の文書によれば、 ルートヴィヒ1世はウルム王宮（Pfalz Ulm）で宮廷会議（Hoftag）を催している。ザーリアー朝においてもウルムは重要視され、ハインリヒ3世はこの地に7回滞在している。叙任権闘争の間、この都市は特に重視された。シュヴァーベンの貴族は1076年秋と1077年春にウルムに集まり、ルドルフ・フォン・ラインフェルデン（Rudolf von Rheinfelden）を対立王に推戴することに決めた。ところが、ハインリヒ4世はカノッサの屈辱の後ウルム王宮で改めて王冠を頭上に戴き、敵には帝国追放を宣言している。ハインリヒ4世は1079年ウルムでフリードリヒ・フォン・シュタウフェン（Friedrich von Staufen）をシュヴァーベン大公に任じた。対する教皇側は1077年やはりウルムでルドルフ王の息子、ベルトルト・フォン・ラインフェルデン（Berthold von Rheinfelden）を対立大公に選んでいる。
11世紀ウルムで鋳造された貨幣が広い範囲で使用されている。12世紀前期ホーエンシュタウフェン家とヴェルフェン家はウルム支配をめぐって争ったが、フリードリヒ1世は最初の宮廷会議を1152年にこの地で催した。彼の治世中ウルム王宮はシュヴァーベンで最も重要な王宮であった。この頃、市域を囲む市壁が構築された。13世紀 市壁内に存在する宗教施設は、フランシスコ会の修道院だけであったが、市壁の外側にはドミニコ会の修道院や教区教会などがあった。14世紀にはミュンスター（大聖堂）の建設が始まり、市域は70 haにまで拡大した。周辺地域への現実の支配を確立して都市圏を形成し、帝国都市として最大の規模を有するテリトリーを支配するまでになっている。他の都市との同盟にも積極的で、シュヴァーベン都市同盟で指導的な役割を果たした。17個のツンフトが市参事会の過半数を占めたが、市長職は都市貴族から選ばれた。交通の要衝という好条件のゆえに商業と繊維産業が栄えたが、高品質のフスティアン織（Barchent;裏をけば立てた綿布）は最も重要な収入源であった。15世紀印刷工場が多く建設され、ドイツ南西部における初期活版印刷の中心地となった。マルティン・ルター以前のベストセラーとなり、諸国の言語に翻訳され、日本でも16世紀末おそらくイエズス会宣教師らの翻訳をとおして日本人が初めてイソップ寓話に親しむことになるハインリヒ・シュタインヘーヴェル（Heinrich Steinhöwel）の『イソップ』（Esopus）もここで印刷された。1400年頃の人口は約9000人だったが、1500年頃は17000人にまで増加した。
ドナウ川沿いに位置したため（ドナウ川はウルムから船の航行が可能）、中世より交通の要衝として栄えた。12世紀には、帝国都市としての特権を認められた。1327年にはツンフト闘争を通じて、手工業者が市政に関わるようになった。14世紀後半に成立したシュヴァーベン都市同盟においては、中心的な役割を果たした。1619年、フランスの哲学者デカルトは、この街の近郊にある炉部屋での思索を通じて、生涯を通じて彼を虜にする「驚くべき学問の基礎」を見出したとされる。
1805年、20万を超えるナポレオンの大軍が、ウルム戦役でオーストリア軍を撃破した。この2ヶ月後、ナポレオンはアウステルリッツの戦いで、オーストリア・ロシア軍に大勝を収めることになる。
第二次世界大戦においては、ウルム爆撃によって、旧市街の80パーセントほどが破壊される打撃を被ったが、大聖堂は奇跡的に無事であった。また、街も戦後に復興を果たして今日に至っている。

## 文化
指揮者カラヤンは、この街の市立歌劇場において、『フィガロの結婚』でオペラ指揮者デビューを果たし、以後5年間専属指揮者としてキャリア初期の拠点となった。

## 観光
ミュンスターと呼ばれるゴシック建築のウルム大聖堂（厳密には小教区教会）が有名である。尖塔は高さが161.53メートルで、教会の塔として世界一の高さを誇る。尖塔の先端近辺の高さ140mまで螺旋階段で登ることができる。螺旋階段には大きな風抜きの窓が随所に開けられている。
パン文化博物館はパンと食糧、飢えなどをテーマに時代区切りで展示している。

## 交通
ウルム中央駅がこの地域の鉄道輸送の中心となっている。ヴェンドリンゲン - ウルム高速線によりシュトゥットガルトと、アウクスブルク - ウルム線によりアウクスブルクと結ばれており、南ドイツの幹線鉄道経路上に位置している。ドイツ各地やフランスへのICEが発着する。人口10万人程度の地方都市であるが、町にはLRT：路面電車（シュトラーセンバーン、ウルム市電）が走っている。
またアウトバーンの交通の要衝（十字路）になっており、西のカールスルーエ、シュトゥットガルトよりミュンヘンへ向かうアウトバーン8号線、北のヴュルツブルクより南のフッセンへ向かうアウトバーン7号線の交差点（Kreuz:クロイツ）になっている。アウトバーンの路線番号は東西方向が偶数、南北方向が奇数に割り振られている。

## スポーツ
- SSVウルム1846 - サッカーを始めとする総合スポーツクラブ。サッカーは4部リーグに所属。
- ラティオファーム・ウルム - バスケットボール・ブンデスリーガ（ドイツプロバスケットボールリーグの1部）

## ウルム出身の人物
- アルベルト・アインシュタイン : 物理学者
- クラウス・フォン・シュタウフェンベルク : 軍人
- エルヴィン・ロンメル : 軍人
- ヒルデガルト・クネフ : 女優
- ロバート・ボッシュ ： 実業家
- クローミング・ローズ : バンド
- アルブレヒト・ルートヴィヒ・ベルプリンガー: 発明家「ウルムの仕立て屋さん」

## ウルムに関係がある人物
- アレクサンダー・ノイマイスター
- ルネ・デカルト
- ヘルベルト・フォン・カラヤン
- ハインリヒ・シュタインヘーヴェル（Heinrich Steinhöwel）1450年から1479年に没するまでウルム市の医師。「15世紀までの西欧に流布していた各種のイソップ寓話集を集大成し、編者独自の見地から編纂・構成した大部の」『イソップ』を出版（小堀桂一郎）[8]。
- ハインリヒ・ゾイゼ（Heinrich Seuse；1300年頃-1366年1月25日）マイスター・エックハルトの弟子で、ドイツ神秘主義の中心的人物。1348年から没するまでの日々をウルムで過ごした[9]。

## 姉妹都市
- ブラチスラヴァ（スロヴァキア）

## 早口言葉
ウルムはドイツでは早口言葉でも有名である。
In Ulm, um Ulm, und um Ulm herum.